# De koopman van Venetië-suite
De De koopman van Venetië-suite is een suite gecomponeerd door de Noor Johan Halvorsen. Halvorsen schreef de muziek bij een opvoering van The Merchant of Venice van William Shakespeare in het Nationaltheatret in Oslo in het jaar 1926. Uit de totale muziek haalde Halvorsen de instrumentale intermezzo's en zette die in een suite. Populair is de suite nooit geworden.
De suite bestaat uit vijf delen:
1. Antonio en Bassanio (Antonio og Basanio)
2. Intermezzo
3. Avondmuziek in Portia's tuin (Aftenmusikk i Portias have)
4. Portia
5. Lancelot en de oude Gobbo (Launcelot og gamle Gobbo)

## Discografie
- Uitgave Simax: Terje Mikkelsen, leidde het Nationaal Symfonieorkest van Letland